# AFC Solidarity Cup 2020
Der AFC Solidarity Cup 2020 sollte die zweite Austragung des Turniers sein und war für den Zeitraum vom 30. November bis zum 13. Dezember 2020 geplant. Aufgrund der COVID-19-Pandemie in Asien konnte der Solidarity Cup nicht wie geplant ausgetragen werden. Am 10. September 2020 gab die AFC bekannt, dass das Turnier 2020 abgesagt wird und die nächste Ausgabe 2024 ausgetragen wird. Der Wettbewerb ist der Nachfolger des AFC Challenge Cups, der zuletzt im Mai 2014 auf den Malediven ausgetragen wurde.
Teilnahmeberechtigt wären die sechs Mannschaften, die in der ersten Runde der WM-Qualifikation 2022 ausgeschieden sind, sowie die drei Verlierer der zweiten Play-off-Runde der AM-Qualifikation 2023 gewesen. Titelverteidiger ist Nepal.

## Teilnehmer
Es hatten sich zum Zeitpunkt der Absage die folgenden Mannschaften qualifiziert:
| - Bhutan - Brunei - Laos | - Macau - Osttimor - Pakistan |